# Motim militar na Guiné em 2008
Um motim militar ocorreu na Guiné no final de maio de 2008 quando soldados das forças armadas da Guiné exigiram salários em atraso. Na capital, Conacri, os soldados disparavam para o ar, mantiveram o vice-chefe de gabinete do exército prisioneiro e se envolveram em pilhagem. O governo prometeu pagar os soldados e, no final de maio, a situação estaria supostamente calma.

## Histórico
Em 20 de maio de 2008, o presidente Lansana Conté demitiu o primeiro-ministro Lansana Kouyaté e substituiu-o por Ahmed Tidiane Souaré.  Os soldados que não estavam satisfeitos com o fato de não terem recebido salários em atraso que, em alguns casos, datavam de 1996, estavam descontentes com a demissão de Kouyaté, pois sentiam que, sem Kouyaté, não teriam ninguém para quem pudessem comunicar suas queixas. 
Os distúrbios iniciaram com tiros no quartel de Alfa Yaya Diallo em Conacri no início de 26 de maio.  Durante estes distúrbios, os soldados dispararam para o ar e exigiram o pagamento de seus salários em atraso; o general Mamadou Sampil, o vice-chefe de gabinete do exército, foi preso pelos soldados no quartel de Alfa Yaya Diallo quando foi conversar com eles.  Foi relatado que oito pessoas foram feridas e uma foi morta em 26 de maio.  Entre os feridos estavam o Major Korka Diallo, o oficial encarregado das finanças militares e outros dois oficiais; estes três oficiais seriam levados para Marrocos para tratamento médico.
Em resposta aos tumultos, o governo de Souaré prometeu pagar os soldados e o Ministro da Defesa, Mamadou Bailo Diallo, foi demitido por Conté. Discursando na televisão em 27 de maio,  Souaré pediu calma, observando que o governo concordou em atender à maioria das exigências dos soldados.   Afirmou que até cinco milhões de francos guineenses seriam pagos a cada soldado  para explicar os salários em atraso;  além disso, assegurou aos soldados que eles não enfrentarão punição e declarou que os soldados que haviam sido presos em conexão com os tumultos de 2007 seriam libertados.  Em relação à demanda dos soldados de que o preço do arroz seja subsidiado, afirmou que o governo tentaria melhorar as condições de vida do exército.  Souaré também declarou que uma comissão, que incluiriam civis e membros das forças armadas, tinha sido criada no início da crise para rever exigências dos soldados. Afirmou que "a estabilidade e a paz social no país dependem principalmente da ordem e da disciplina dentro das nossas forças armadas nacionais". 
Apesar das garantias de Souaré, a violência aumentou em 28 de maio, com os soldados envolvidos em saques em Conacri e continuando a disparar para o ar; sendo relatados pelo menos vinte feridos.  No final de 28 de maio, entraram no aeroporto em Conacri, disparando no ar e forçando um avião de carga recém-chegado a partir sem descarregar a carga; os soldados consideraram este avião de carga como suspeito. Devido à interrupção, o aeroporto foi fechado e os voos de entrada foram desviados; entre estes, estava um voo da Air France que levava a Seleção Guineana de Futebol. Em vez disso, o voo aterrissou em Dakar.
Em 29 de maio, foi relatado que os soldados tinham aumentado suas exigências ao incluir a demissão de todos os oficiais acima da patente de coronel;  no mesmo dia, durante uma troca de tiros entre os guardas presidenciais e os soldados amotinados na Ponte 8 de Novembro, dois guardas presidenciais foram feridos. A residência do ministro da Defesa demitido, Mamadou Bailo Diallo, em Dubreka, perto de Conacri, teria sido destruída; igualmente, a residência de Mougne Donzo, o Comandante do Batalhão de Segurança Presidencial, no distrito de Koloma, teria sido saqueada.
No início de 30 de maio, partidários de Conté realizaram uma manifestação no Palácio do Povo em Conacri, condenando os tumultos. Os soldados começariam a receber os seus salários atrasados no mesmo dia, uma vez que os pagamentos iniciais de um milhão de francos guineenses foram distribuídos; posteriormente, seria relatado tranquilidade em Conacri, mas a maioria dos mercados, lojas, escritórios e postos de gasolina permaneceram fechados.  No mesmo dia, Conté encontrou-se com soldados amotinados no campo de Samory Touré. 
O Conselho Nacional das Organizações da Sociedade Civil da Guiné (CNOSCG) condenou a violência contra civis e pediu um fim incondicional para os tiroteios em uma declaração em 31 de maio. A vida voltou ao normal em Conacri no dia 1 de junho, quando os postos de gasolina reabriram, os preços da gasolina no mercado negro caíram substancialmente, as tarifas de transporte foram reduzidas ao nível normal e o fluxo normal de tráfego na cidade foi retomado. Também foi relatada calma em Quindia e Nzérékoré. 
Conté novamente reuniu-se com os líderes dos militares amotinados em 1 de junho no acampamento Samory Touré; ele teria solicitado que eles retornassem aos quartéis enquanto considerava suas demandas.  Supostamente abandonaram a exigência para que os oficiais de alto escalão fossem demitidos, a qual era a demanda mais radical. 
Em 16 de junho, os policiais iniciaram uma greve para exigir o pagamento de seus próprios salários em atraso; eles também queriam salários mais elevados e um subsídio maior para o arroz, e para pressionar por suas demandas, disparavam para o ar e levaram alguns oficiais superiores como reféns, embora os reféns fossem rapidamente libertados. Foi sugerido por alguns que a polícia, tendo testemunhado a busca bem sucedida dos soldados por seus salários em atrasos, foi incentivada a seguir um caminho semelhante. 
Os soldados da base Alpha Yaya Diallo responderam à greve da polícia atacando a base policial do Esquadrão Anti-Motim em Conacri no início de 17 de junho , saqueando e pilhando-o.  Nos tiros trocados entre soldados e policiais nesta ocasião, dois policiais e um civil foram mortos.

## Ver trambém
- Golpe de Estado na Guiné em 2008